# Sedulius Scottus
Sedulius Scottus (? – 858) ír származású középkori latin költő.
Sedulius feltehetően Írországból származott, és a Frank Birodalom területén folytatott költői tevékenységet. A lüttichi apátságban élt, és a lüttichi püspökök, frank hercegek és uralkodók támogatását élvezve írta a 840-es évektől latin nyelvű költeményeit, amelyeken elsősorban Vergilius hatása érezhető. Magyar nyelven De rosae liliique certamine című – valószínűleg Alcuin tanítványa, Dido hatása alatt keletkezett – virágének-szerű költeménye olvasható.